# Rio Imbituva
O rio Imbituva é um rio brasileiro que banha o estado do Paraná, entre os municípios de Imbituva e Fernandes Pinheiro.